# أمانة القدس
أمانة القدس هي المجلس البلدي لمدينة القدس في فلسطين قبل احتلال القدس في حرب 1967. هي إحدى الهيئات التي تعمل من أجل الأقصى وما حوله من أحياء، ومقرّها الحالي في مدينة عمان.
استمر هذا المجلس -الذي انتُخِب عام 1963 م في تأدية أعماله وممارسة صلاحياته إلى أنْ احتلت إسرائيل المدينة، وحلّوا مجلس أمانة القدس بتاريخ 29 حزيران 1967 م، وذلك بموجب أمرٍ غير شرعي صادر عن جيش الاحتلال موقّعٍ من قِبَل يعقوب سلمان مساعد القائد العسكري للاحتلال، ويقضي بضمّ أملاك الأمانة ومحتوياتها إلى بلدية الاحتلال في المدينة، واعتبار موظّفيها مؤقتين تابعين لبلدية الاحتلال. ثم أبعد أمينها روحي الخطيب في 7/3/1968م، بموجب أمرٍ صادر عن وزير الحرب آنذاك موشيه دايان، ومباشرة مصادرة الأراضي والعقارات العربية داخل القدس وما حولها، وحول المدن والقرى ومخيمات اللاجئين الواقعة ضمن محافظاتها وتطويقها بالضواحي والمستعمرات الاستيطانيّة.
استمرّ روحي الخطيب في إجراء اتصالاته مع العالم من موطن إبعاده لنصرة القدس، ثم عاد إليها ولم يبقَ إلا أربعة من رجالات الأمانة، اثنان منهم في الداخل لا يستطيعون تقديم شيءٍ من خلال الأمانة، واثنان آخران في الخارج أحدهما زكي الغول والثاني الدكتور صبحي غوشة الذي يقيم سنوياً ندوةً علمية عن القدس في ذكرى تحرير القدس في 2/10.
وارتأت منظمة التحرير الفلسطينية تعيين «زكي الغول» أميناً للقدس في الأردن للحفاظ على التمثيل العربي الإسلامي للأمانة لإبقاء قضية القدس حيّةً في الأذهان والحرص على أنْ يمثّلها الأبناء الشرعيّون لها لا المحتلون في المؤتمرات الدولية.
يمارس الغول دوراً معنوياً في الأمانة، فهو يمثل القدس في اجتماع البلديات العربية وبلديات جنوب إفريقيا وأمريكا، ويمثلها أيضاً في المؤتمرات العربية والإقليمية.

## نشاطات الأمانة التعريفية بالقدس
شاركت أمانة القدس بأمينها في مؤتمرٍ لمؤسسة القدس الدولية التي يرأسها الشيخ يوسف القرضاوي، في الأول من تموز لهذا العام في دمشق، والذي أعلن فيه عن احتفالية الهيئات المقدسيّة بالقدس عاصمة الثقافة العربية لعام 2009 وقدّمت برامج عديدة لتفعيل الاحتفالية بها من مختلف الأقطار.
كذلك شاركت الأمانة في مؤتمر أواخر شهر حزيران لعام 2008 في دمشق أيضاً بعنوان «المدن التراثية، والقدس أمها».
تفتقر أمانة القدس في عمّان إلى سكرتاريا ومقرّ، كما أنّه لا صلاحيات ولا ميزانية يملكها أمينها.
وتعتبر أمانة القدس مظلّة للكثير من الهيئات المقدسية في الأردن، وقد أتمّت الأمانة اجتماعها الخامس ببعض تلك المؤسسات لمناقشة البرامج والفعاليات التي تشارك فيها مع وزارة الثقافة، للاحتفال بالقدس عاصمة الثقافة العربية.

## نبذة تاريخية
انتُخِب مجلس أمانة القدس عام 1963 واستمر في تأدية أعماله وممارسة صلاحياته إلى أنْ احتلت إسرائيل المدينة، وحلّت مجلس أمانة القدس بتاريخ 29 يونيو 1967، وذلك بموجب أمرٍ غير شرعي صادر عن جيش الاحتلال موقّعٍ من قِبَل يعقوب سلمان مساعد القائد العسكري للاحتلال، ويقضي بضمّ أملاك الأمانة ومحتوياتها إلى بلدية الاحتلال في المدينة، واعتبار موظّفيها مؤقتين تابعين لبلدية الاحتلال، ثم أبعد أمينها روحي الخطيب في 7 مارس 1968، بموجب أمرٍ صادر عن وزير الحرب موشي دايان آنذاك، ومباشرة مصادرة الأراضي والعقارات العربية داخل القدس وما حولها، وحول المدن والقرى ومخيمات اللاجئين الواقعة ضمن محافظاتها وتطويقها بالضواحي والمستعمرات الاستيطانيّة.
استمرّ روحي الخطيب في إجراء اتصالاته مع العالم من موطن إبعاده لنصرة القدس، ثم عاد إليها ولم يبقَ إلا أربعة من رجالات الأمانة، اثنان منهم في الداخل لا يستطيعون تقديم شيءٍ من خلال الأمانة، واثنان آخران في الخارج أحدهما زكي الغول والثاني الدكتور صبحي غوشة الذي يقيم سنوياً ندوةً علمية عن القدس في ذكرى تحرير القدس في 2 أكتوبر.
ارتأت منظمة التحرير الفلسطينية تعيين زكي الغول أمينًاً للقدس في الأردن للحفاظ على التمثيل العربي الإسلامي للأمانة لإبقاء قضية القدس حيّةً في الأذهان والحرص على أنْ يمثّلها الأبناء الشرعيّون لها لا المحتلون في المؤتمرات الدولية.
شاركت أمانة القدس بأمينها في مؤتمرٍ لمؤسسة القدس الدولية التي يرأسها الشيخ يوسف القرضاوي، في الأول من تموز لعام 2008 في دمشق، والذي أعلن فيه عن احتفالية الهيئات المقدسيّة بالقدس عاصمة الثقافة العربية لعام (2009) وقدّمت برامج عديدة لتفعيل الاحتفالية بها من مختلف الأقطار. كذلك شاركت الأمانة في مؤتمر أواخر شهر يوليو لعام 2008 في دمشق أيضاً بعنوان «المدن التراثية، والقدس أمها».
تفتقر أمانة القدس في عمّان إلى سكرتاريا ومقرّ، كما أنّه لا صلاحيات ولا ميزانية يملكها أمينها.